# تاقدمت
تاقدمت (به عربی: تاقدمت) یک شهرداری در الجزایر است که در استان تیارت واقع شده‌است.